# 連尹襄老
連尹襄老（前6世纪？—前597年），中国春秋时楚莊王時期的大將，連尹是官名，楚國主射之官。

## 生平
連尹襄老晚年喪偶，楚莊王討伐陳國夏徵舒後，將夏徵舒之母夏姬（鄭公主），轉贈襄老為妻。
宣公十二年夏（公元前597年），連尹襄老娶了夏姬未久，在邲之战（今河南滎陽北）中，被晋国大夫知莊子射中喪生，屍體和公子穀臣一起被俘帶回晋国。襄老死後，夏姬跟襄老的兒子黑要通姦。
成公三年（公元前588年）夏，晉人歸楚公子穀臣，與連尹襄老之尸于楚，以求抵換被楚國俘虜知莊子的兒子知罃。